# Constant cosmològica
La constant cosmològica és un terme representat per Λ afegit per Albert Einstein a les seves equacions del camp gravitatori, amb l'objecte que hi hagués una solució en forma d'univers estàtic. Mesura la curvatura d'un espai buit en el qual no hi ha cap camp gravitatori.
Albert Einstein pensava que vivíem en un univers estàtic. En intentar escriure les equacions de la relativitat general, es va trobar amb un problema: si només existís la gravetat, totes les coses de l'Univers es col·lapsarien en un punt, potser un forat negre. Òbviament, l'Univers real no era així i semblava estable així que Einstein va afegir un altre terme a la seva teoria per contrarestar la gravetat a fi que les seves equacions fossin correctes. Amb el temps va considerar que la introducció d'aquesta constant «antigravitatòria» havia estat el seu error més greu i la va deixar de fer servir, tal com van fer altres físics. El terme va ser conservat però se li va atorgar un valor zero per descartar-lo.
A la dècada de 1990, dos grups d'astrònoms que dibuixaven un mapa de les supernoves llunyanes van descobrir un patró que suggeria que l'expansió de l'Univers no era constant, com deia la llei de Hubble, sinó que patia una acceleració. Aquest fet va sorprendre la comunitat cosmològica i encara avui es discuteix. Els resultats aportats pels estudis de les supernoves encaixaven amb les equacions d'Einstein, però només després de passar el valor de Λ de zero a 0,7. Un altre cop calia una nova força repulsiva que contrarestés la gravetat, aquest terme d'energia negativa es va batejar amb el nom d'energia fosca.
Finalment, Edwin Hubble trobà indicis que moltes de les anomenades, en aquell temps, nebuloses eren objectes exteriors a la Via Làctia, i com aquesta, galàxies molt extenses i que, segons la hipòtesi del mateix Hubble, s'allunyaven de la nostra galàxia a una velocitat que augmentava amb la distància.